# Bernard de Carinthie
Bernard, né vers 1180 et mort le 4 janvier 1256 à Völkermarkt, est un prince de la maison de Sponheim, fils du duc Hermann II de Carinthie et d'Agnès d'Autriche. Il fut duc de Carinthie de 1202 jusqu'à sa mort. Sous son long règne, le duché de Carinthie médiéval connaît une ère prospère.

## Biographie
Bernard est le fils cadet de Hermann II (mort en 1181), duc de Carinthie depuis 1161, et de son épouse Agnès de Babenberg (morte en 1182), fille du duc Henri II d'Autriche. Son père meurt le 4 octobre 1181, peu après sa naissance. 
Depuis un jeune âge, il exerce la régence du duché de Carinthie lorsque son frère aîné, le duc Ulrich II, tombe gravement malade et souffre peut-être de la lèpre contractée lors de la croisade de 1197. Dans le conflit qui oppose les maisons rivales des Hohenstaufen et des Welf pour le contrôle du trône impérial après la mort de l'empereur Henri VI, il poursuit la politique de son frère de soutien à leur parent Hohenstaufen le duc Philippe de Souabe, frère cadet de Henri, qui est élu roi des Romains en 1198. 
Ulrich II de Carinthie mourut le 10 août 1202 et Bernard lui succède. Après le meurtre de Philippe de Souabe en 1208, il changea de camp et se tourne vers le Welf Otton IV appui sa volonté d'être couronné empereur par le pape Innocent III à Rome. En 1213, Bernhard change de nouveau d'obédience et devient un partisan du neveu de Philippe, Frédéric II de Hohenstaufen qui a été élu roi des Romains en 1212 et qui finalement triomphe, sacré empereur en 1220.
Bernard reste ensuite un loyal partisan des Hohenstaufen et en 1230 il appuie les efforts du grand-maître Hermann von Salza afin de réconcilier l'empereur Frédéric II et le pape Grégoire IX. Plus tard, il tente de servir d’intermédiaire dans le conflit entre l'empereur et son fils le roi Henri (VII). Toutefois, au cours des années suivantes après avoir établi des liens matrimoniaux avec la dynastie des Přemyslides en Bohême et la maison des comtes d' Andechs, ducs de Méranie, il cesse son soutien inconditionnel à Frédéric II et se tourne vers le parti ultramontain.

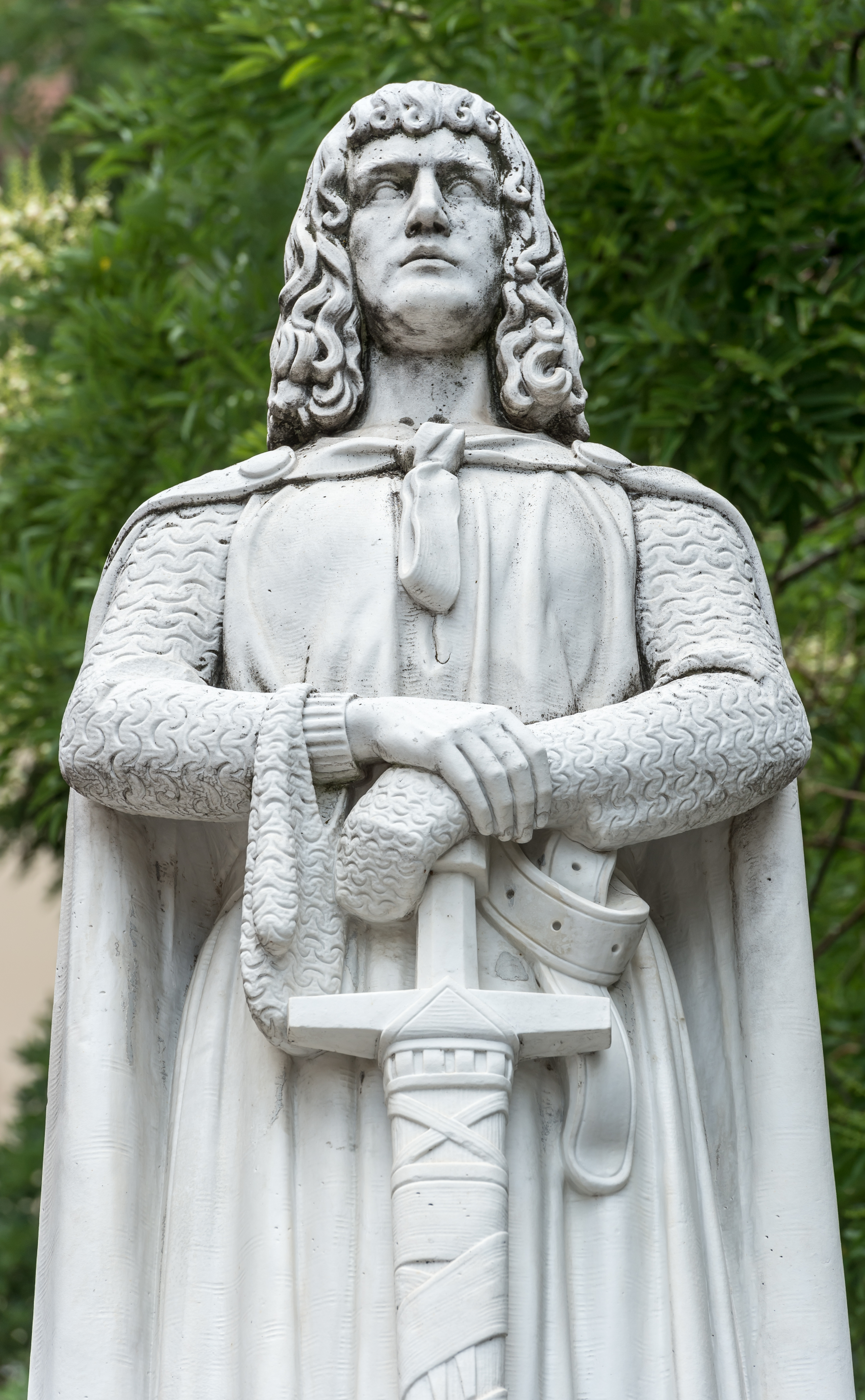
Statue du duc Bernard à Klagenfurt.

Comme prince territorial (princeps terre) de son propre droit, Bernard constitue une puissance politique régionale importante et étend ses États, notamment au détriment de l'évêché de Bamberg possédant de nombreux domaines dans la Carinthie et des terres voisines du patriarcat d'Aquilée. Il établit un centre de son pouvoir ducal qui comprend les cités de Sankt Veit, Völkermarkt et Klagenfurt, la future capitale du duché qu'il établit comme telle en 1246. 
La cour de Bernard à Sankt Veit est le théâtre de fêtes de chevalerie avec des tournois et il y reçoit également des minnesingers comme Walther von der Vogelweide. Dans son poème Au service de la belle dame (Vrowen dienest), Ulrich von Liechtenstein évoque son arrivée en Carinthie sous les auspices de Vénus en 1227, quand le duc Bernard le reçoit en le saluant en slovène par buge vas primi, gralva Venus (c'est-à-dire: « Dieu soit avec vous, royale Vénus »).
Bernard obtient également le contrôle du col de Loïbl stratégique pour la maitrise du territoire voisin de la marche de Carniole au sud des Karavanke, où en 1248 son fils Ulrich III devient margrave (dominus Carniolae) par le biais de son union avec Agnès, fille du duc Otto Ier de Méranie. Il est aussi considéré comme le fondateur de Kostanjevica (Landstraß), une abbaye cistercienne en Basse-Carniole, vers 1234. 
À sa mort en 1256, son fils aîné Ulrich III hérite du duché. Bernard est inhumé dans l'abbaye Saint-Paul du Lavanttal. Les mariages d'Ulrich restent sans enfant ; en conséquence, la Carinthie passa à son cousin maternel le roi Ottokar II de Bohême en 1268.

## Union et postérité
Bernard épouse en 1213 Judith (morte le 2 juin 1230), fille aînée du roi Ottokar Ier de Bohême et de sa seconde épouse Constance de Hongrie. Cette union donna naissance à quatre enfants :
- Ulrich III († 27 octobre 1269 à Cividale), duc de Carinthie et margrave de Carniole ;
- Philippe (né en 1220, † 22 juillet 1279 à Krems), archevêque de Salzbourg de  1247 à 1256, patriarche d'Aquilée de 1269 à 1272 ;
- Marguerite († 1249) ;
- Bernard († vor 1249).